# 1-й Муринский проспект
1-й Му́ринский проспект — улица в Выборгском районе Санкт-Петербурга между улицами Студенческой и Карбышева. За ней переходит в Полюстровский проспект.

## История
Проспект получил название в 1887 году по селу Мурино, в который вела примыкавшая к нему Большая Муринская дорога.

## Трассировка
Проспект пересекает Большой Сампсониевский и Лесной проспекты, улицы Парголовскую и Харченко.

## Транспорт
На участке от Большого Сампсониевского проспекта до улицы Карбышева проходит трамвайная линия. Она используется маршрутами 20, 48 и 61.

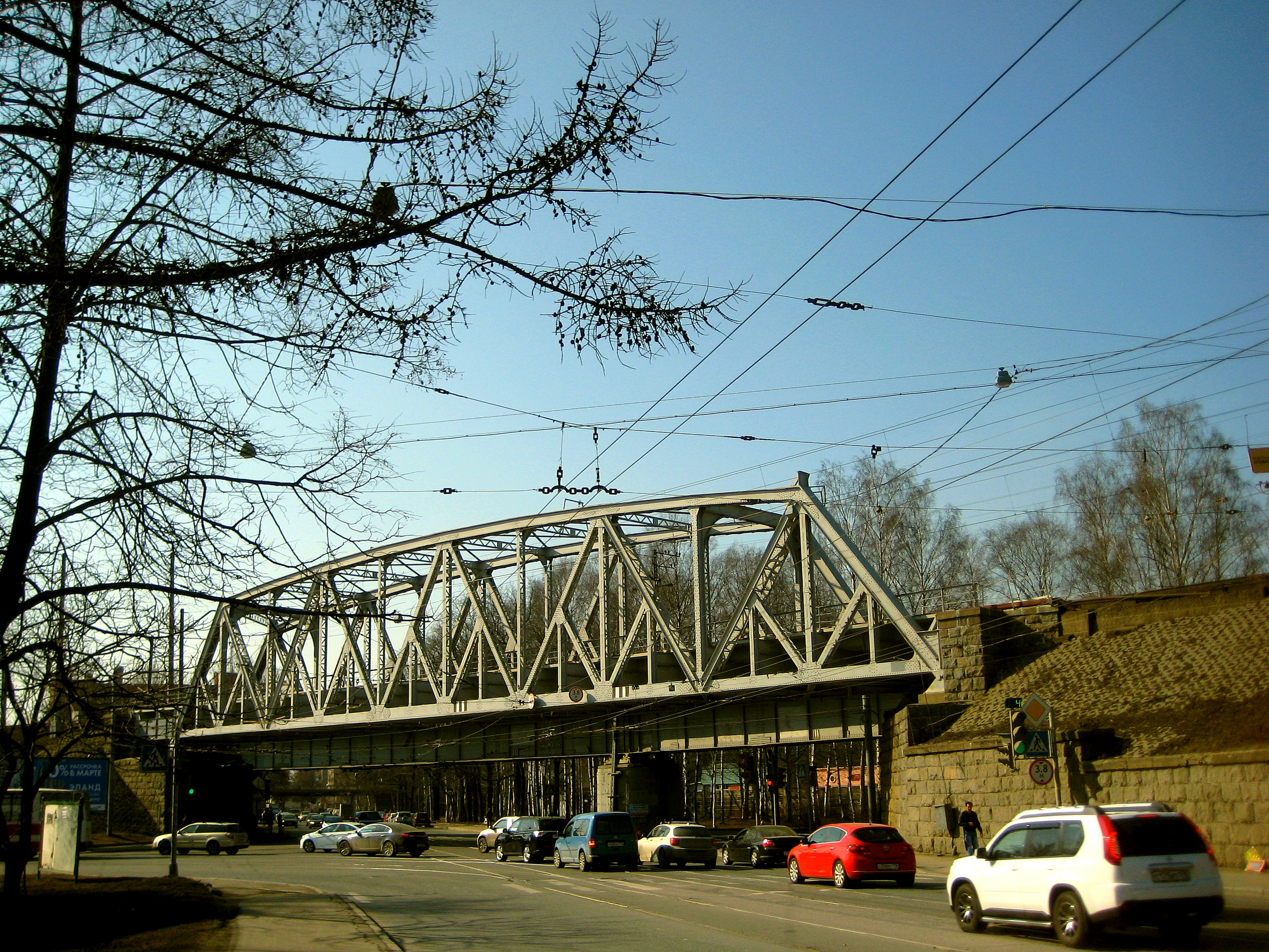
Железнодорожный путепровод над 1-м Муринским проспектом (влево отходит Лесной проспект)

На участке от улицы Карбышева до Лесного проспекта существует троллейбусная линия, для пассажирского движения она не используется. На этом же участке проходит маршрут автобуса 251, остановок на проспекте он не имеет.